# Jason Rodrigues Corrêa
Jason Rodrigues Corrêa, detto Jason (Macapá, 24 luglio 1959), è un ex calciatore brasiliano, di ruolo attaccante.

## Caratteristiche tecniche
Giocava come attaccante, ricoprendo solitamente il ruolo di seconda punta.

## Carriera

### Club
Jason debuttò nel Campeonato Brasileiro Série A nella stagione 1979: giocò tre gare, segnando una rete. Nell'annata seguente andò a segno nell'unico incontro da lui disputato. Passò poi al Nacional di Manaus, nello Stato di Amazonas. In due campionati con tale club presenziò per 12 volte, mettendo a referto 5 gol. Passato al Flamengo, non giocò mai in massima serie nazionale: fu al Fluminense che ritrovò il campo, mantenendo una buona media realizzativa (10 partite, 7 reti). Le prestazioni con la squadra di Rio de Janeiro ne cagionarono il passaggio allo Sporting di Lisbona. Nella prima divisione portoghese, Jason fu impiegato in dieci incontri. Dopo un fugace ritorno in patria, al Flamengo, giocò nuovamente in Portogallo, stavolta con il Penafiel, con cui disputò la stagione 1984-1985. Con il Vitória Setúbal, invece, giocò 24 gare nel Primeira Divisão 1985-1986. Nel 1986 fece ritorno in Brasile, reintegrando i ranghi del Nacional. Nel 1988 passò per l'Atlético Mineiro, lasciando dopo due stagioni. Nel 1990 e nel 1991 giocò rispettivamente per Nacional e São Raimundo, per poi scegliere d'espatriare ancora una volta. Giunto in Bolivia, trovò subito l'occasione di giocare da titolare con il Petrolero. Al suo primo campionato nel Paese andino, Jason mostrò buone doti realizzative, al punto da divenire capocannoniere del torneo grazie alle 19 reti marcate, a pari merito con il connazionale Carlos da Silva e il peruviano Jorge Hirano. Nel 1992 si aggiunse così alla rosa del The Strongest, formazione della capitale La Paz; ivi migliorò il suo record di reti stagionali, arrivando a 20 realizzazioni. Nel 1993 ebbe una breve esperienza al San José di Oruro. Nel 1994 trovò spazio nel Real Santa Cruz, e nel 1995 all'Oriente Petrolero; sempre rimanendo entro i confini di Santa Cruz de la Sierra, Jason si ritirò dopo la stagione 1996 disputata con il Real Santa Cruz.

## Palmarès

### Club
- Campionato Paraense: 1

Remo: 1979
- Campionato Amazonense: 1

Nacional: 1981

### Individuale
- Capocannoniere della Liga del Fútbol Profesional Boliviano: 1

1991 (19 gol)